# Гірчанка
Гірчанка (Picris) — рід квіткових рослин родини айстрових, описаний як рід Ліннеєм у 1753 році. Рід поширений в Європі, Азії, Африці та Австралії.

## Опис
Прямовисні однорічні та багаторічні стрижневокореневі трави, здебільшого розгалужені, стебло та листя мають жорсткі щетинисті волоски, з досить великими, як правило, щиткоподібними або волотисте головками жовтих квіток.

## Етимологія
Picris походить від грецького picros, що означає «гіркий», що означає гіркий смак деяких видів роду.

## Таксономія
Рід Picris вперше був достовірно описаний Ліннеєм у 1753 році, і рід був прийнятий низкою вторинних джерел, включаючи Plants of the World Online. Спочатку Лінней описав чотири види: P. hieracioides, P. echioides, P. pyrenaica, P. asplenioides. У 1913 році Бріттон і Браун запропонували P. asplenioides як типовий вид для роду. Згодом, у 1930 році, Хічкок і Грін альтернативно запропонували P. hieracioides як типовий вид. Пропозиція Хічкока та Гріна була прийнята Леком у 1975 році та прийнята Джарвісом у 1992 році. Лек стверджував, що Лінней ніколи не бачив P. asplenioides, який Лінней вважав незрозумілим видом, і жодного зразка не можна було знайти в гербарії Ліннея. З цієї причини Лек дійшов висновку, що P. hieracioides слід призначити типовим видом.
У 1794 році німецький ботанік Конрад Менх описав рід Medicusia і вид M. aspera. Цей рід не був прийнятий і вважається синонімом Picris. M. aspera також визначено як синонім P. rhagadioloides.

## Види
- Picris albida
- Picris altissima
- Picris amalecitana
- Picris angustifolia
- Picris aspera
- Picris asplenioides
- Picris atlantica
- Picris babylonica
- Picris barbarorum
- Picris bracteatus
- Picris burbidgeae
- Picris campylocarpa
- Picris comosa
- Picris compacta
- Picris conyzoides
- Picris cupuligera
- Picris cyanocarpa
- Picris cyprica
- Picris cyrenaica
- Picris davurica
- Picris divaricata
- Picris drummondii
- Picris eichleri
- Picris evae
- Picris flexuosa
- Picris galilaea
- Picris helminthioides
- Picris hieracioides
- Picris hispanica
- Picris hispidissima
- Picris humilis
- Picris japonica
- Picris junnanensis
- Picris kotschyi
- Picris littoralis
- Picris longifolia
- Picris longirostris
- Picris macloviana
- Picris macrantha
- Picris macrorhiza
- Picris manginiana
- Picris morrisonensis
- Picris nigricans
- Picris nuristanica
- Picris ohwiana
- Picris olympica
- Picris pauciflora
- Picris pygmaea
- Picris racemosa
- Picris rhagadioloides
- Picris rivularis
- Picris sancta
- Picris scaberrima
- Picris scabra
- Picris senecioides
- Picris sinuata
- Picris spinosissima
- Picris squarrosa
- Picris strigosa
- Picris sulphurea
- Picris wagenitzii
- Picris willkommii
- Picris xylopoda